# Georg Wilhelm Suermondt
Georg Wilhelm Suermondt (* 28. Oktober 1868 in Wandre bei Lüttich, Belgien; † 29. Januar 1943 in Wiesbaden) war ein deutscher Verwaltungsjurist und Landrat.

## Leben und Wirken
Der Sohn des Industriellen William Suermondt (1840–1930) und der Emilie Riema (1845–1927) sowie Enkel des Großindustriellen und Kunstmäzens Barthold Suermondt war von Geburt her zwar Belgier, erhielt aber ab 1876 die preußische Staatsangehörigkeit, nachdem sein Vater für die gesamte Familie einen entsprechenden Antrag gestellt hatte, der für alle Angehörige genehmigt wurde. Während seines Studiums wurde er in Gießen 1889/90 Mitglied der Studentenverbindung Akademische Gesellschaft Das Kloster. Georg Wilhelm begann nach seinem Jura-Studium seine Beamtenlaufbahn als Regierungsreferendar in Hamburg-Harburg und wurde um 1903 als Regierungsassessor nach Lüneburg versetzt. Nach einer kurzen Zwischenstation bei der Regierung in Allenstein wurde Suermondt 1905 zunächst als kommissarischer und ab dem 10. Mai 1906 als hauptamtlicher Landrat des Kreises Lyck berufen. Mit Wirkung zum 15. August 1912 wechselte der mittlerweile zum Dr. jur. promovierte Suermondt zunächst kommissarisch und ab dem 9. Januar 1913 hauptamtlich in gleicher Position zum Kreis Hindenburg O.S., wobei seine offizielle Versetzung erst am 1. Februar 1913 stattfand. Zugleich wurde Suermondt zum Polizeidirektor der Polizeidirektion Zabrze in Hindenburg/Oberschlesien ernannt; ab dem 15. Januar 1917 durfte er den Titel Polizeipräsident führen. Am 4. Dezember 1920 wurde er schließlich von beiden Ämtern auf Verlangen der Interalliierten Regierungs- und Plebiszitskommission abberufen.
Daraufhin wurde Suermondt an die Regierung in Düsseldorf überwiesen, von wo aus er dann ab Februar 1923 als Polizeipräsident versetzt wurde, zunächst in die Polizeidirektion Elberfeld und schließlich ab 1930 zum Polizeipräsidium Barmen-Elberfeld/Wuppertal. Im Mai 1933 wurde Suermondt pensioniert; seinen Ruhestand verbrachte er in Wiesbaden, wo er am 9. Januar 1943 verstarb. In Erinnerung an seine Verdienste wurden in der Stadt Lyck eine Brücke und in Zabrze eine Straße nach ihm benannt.
Georg Wilhelm Suermondt war verheiratet mit Alina Selma von Frowein (1876–1956), Tochter des Landrates und königlich preußischen Wirklichen Geheimen Regierungsrates Eduard von Frowein (1841–1924). Zusammen hatten sie sechs Kinder.